# Bataille de Tan-Tan
Guerre du Sahara occidental
Batailles
La bataille de Tan-Tan a lieu entre les 28 et 31 janvier 1979 opposant les troupes du Front Polisario et l'armée marocaine à Tan-Tan et ses environs au Maroc.

## Contexte
L'attaque de Tan-Tan est lancé après plusieurs attaques meurtrières menées dans le cadre de l'offensive Houari-Boumédiène. Le Polisario considère que les attaques marocaines dans le Sahara occidetal l'autorise à une réponse armée sur le territoire de l'« agresseur ».

### Forces en présence
Le Polisario engage 1 700 combattants et 200 véhicules. Les indépendantistes utilisent des canons sans recul B-11 de 107 mm, des canons sans recul de 106 mm, des canons sans recul B-10 de 75 mm, des bitubes de 23 mm, des mortiers de 120 mm et 82 mm, des mitrailleuses lourdes de 14,5 et 12,7 ainsi que des Kalachnikov. L'identité du chef du raid varie selon les sources : Lahbib Ayoub ou Sidi Ahmed El Batal.
Les Marocains, s'attendant à une attaque sur Lemsied, y ont déplacé leurs unités. La ville ne compterait qu'une faible garnison d'une trentaine de militaires au moment de l'attaque, sans compter les moghaznis, dépendants du ministère de l'Intérieur marocain. Les forces marocaines sont estimées à quelques centaines de soldats au déclenchement de l'assaut. Le secteur est sous le commandement du colonel Lahlou.

## Déroulement

### Attaque sur la ville (28 janvier)
L'attaque commence aux alentours de 13h30 le 28 janvier 1979. Quand tout à coup, la colonne sahraouie surgit par le sud et encercle rapidement la ville. Des bases de feu sont installées à 6 ou 7 km de Tan-Tan, et les indépendantistes débutent rapidement le pilonnage de la ville à l'aide d'un armement sophistiqué. Les cibles visés sont principalement le P.C. du commandant du secteur, les casernes ainsi que les positions armées.
Le Polisario ne déploie pas toutes ses troupes à Tan-Tan. Pour empêcher l'arrivée de renforts, les polisariens installent un barrage sur la route Tan-Tan-Guelmim et attaquent les renforts marocains. Couverts à l'arrière, plusieurs petits groupes d'indépendantistes s'infiltrent dans deux quartiers périphériques de la ville, et attaquant civils et militaires confondus. Les groupes en auraient profité pour saccager et piller un maximum de magasins. Les chars marocains présents ripostent en attendant l'arrivée des renforts. Les bombardements du Polisario n'atteignent pratiquement pas les objectifs ciblés. On dénombre alors 20 tués parmi les assaillants et 5 morts parmi les civils sans savoir les pertes du côté marocain de l'armée marocaine. Vers 15h00, des unités provenant de Zag et de Tarfaya atteignent la ville, provoquant le repli général des hommes du Polisario une demi-heure après. L'intervention de l'artillerie marocaine arrête le bombardement de la ville par les sahraouis.

### Combats à Khaloua, Lemsied et Oudel Zita (29 au 31 janvier)
Le 29, pendant la retraite des indépendantistes, une partie est interceptée à Khaloua par une unité marocaine, provoquant de nouveaux combats où l'aviation entre en action. L'affrontement dure jusqu'à la nuit tombée.
Le lendemain, des renforts marocains venus de Lemsied interceptent des indépendantistes au sud-ouest de Tan-Tan, déclenchant d'autres combats. Le 30 janvier, à Oudel Zita, à une soixantaine de kilomètres au sud-est de Tan-Tan, de violents accrochages opposent l'armée marocaine et les maquisards du Polisario jusqu'à la tombée de la nuit. L'aviation marocaine intervient à nouveau pour bombarder les positions ennemies. Selon le Polisario, un combat aurait eu lieu à Lemsied le 31 janvier.

## Bilan et conséquences

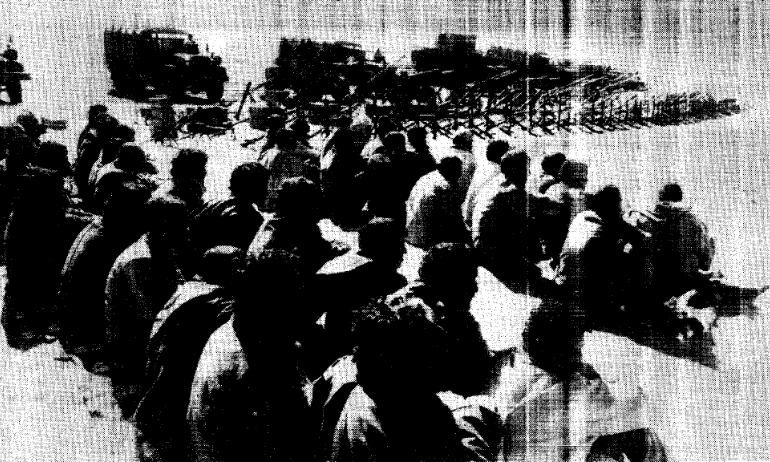
Prisonniers marocains et équipement capturé, présentés par la RASD après le raid.

Les Marocains reconnaissent la perte, dans les combats à Tan-Tan même, de 4 militaires tués, 14 militaires blessés et 13 moghaznis tués ainsi que la capture d'un policier. En outre, 8 civils sont morts et 9 blessés tandis que 13 femmes ont été enlevées par les polisariens, dont 3 ont réussi à s'enfuir,.
Selon le Polisario, les militaires marocains déplorent 314 tués, 300 blessés et 18 prisonniers, tandis que 118 prisonniers sahraouis auraient été libérés. Louis Gravier, journaliste du Monde venu sur place, constate que le communiqué exagère notamment les destructions subies par la ville et qu'il qualifie par exemple l'agent de police capturé de « commissaire de police de la province ». Le Polisario revendique aussi 48 tués, 30 blessés et un chasseur F-5 Freedom Fighter dans les combats de Lemsied.
Selon les estimations marocaines, 200 combattants du Polisario auraient été tués dans les combats et 100 véhicules détruits. Un important matériel de guerre aurait été abandonné par les indépendantistes selon l'écrivan Attilio Gaudio.
Après cette attaque en territoire marocain non contesté, tous les partis politiques, notamment l'Istiqlal et l'USFP, appellent à l'union nationale. Le colonel Abdelaziz Bennani, commandant des opérations, est démis de ses fonctions après l'attaque. L'attaque soulève des questions parmi la population marocaine et les politiciens marocains s'interrogent sur les capacités et la stratégie des forces armées royales.